# Caravate
Caravate (Caravaa in dialetto varesotto, AFI: [karaˈvɑː]) è un comune italiano di 2 549 abitanti della provincia di Varese in Lombardia. Fa parte dell'Unione dei comuni del Medio Verbano. Il comune è bagnato dal fiume Viganella.

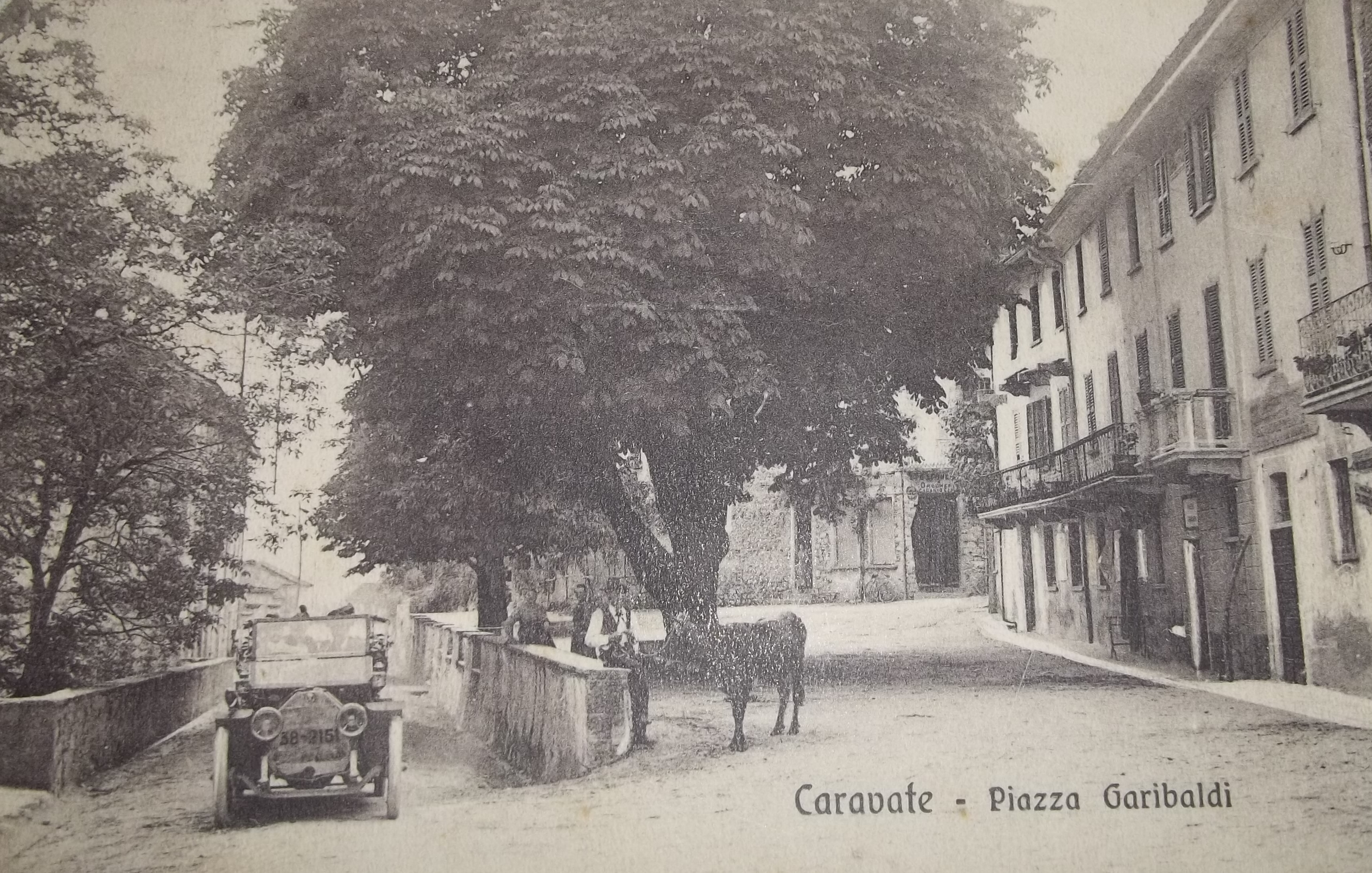
Caravate- Piazza Garibaldi nel 1915

Centro della zona occidentale della provincia di Varese, è collegato all'altezza di Gemonio con la Statale n. 394 Varese-Laveno.
Caravate è un medio centro urbano protetto dalle colline digradanti verso il lago Maggiore.
Il centro è collegato con le varie frazioni sparse ai piedi del San Clemente, del Picuz e del Sasso Poiano. Il paese si estende lungo le campagne bagnate dal fiume Viganella.

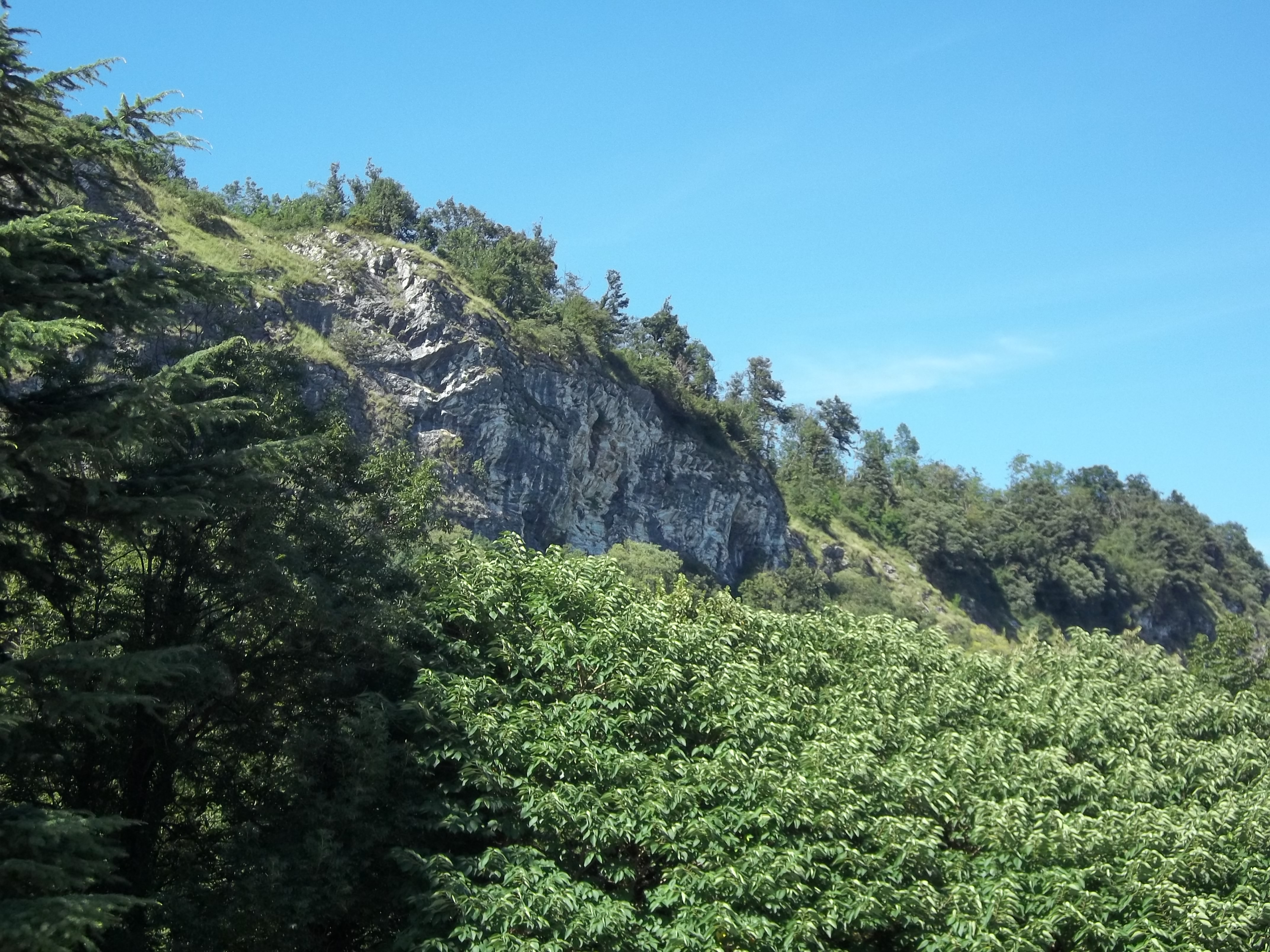
Sasso Poiano

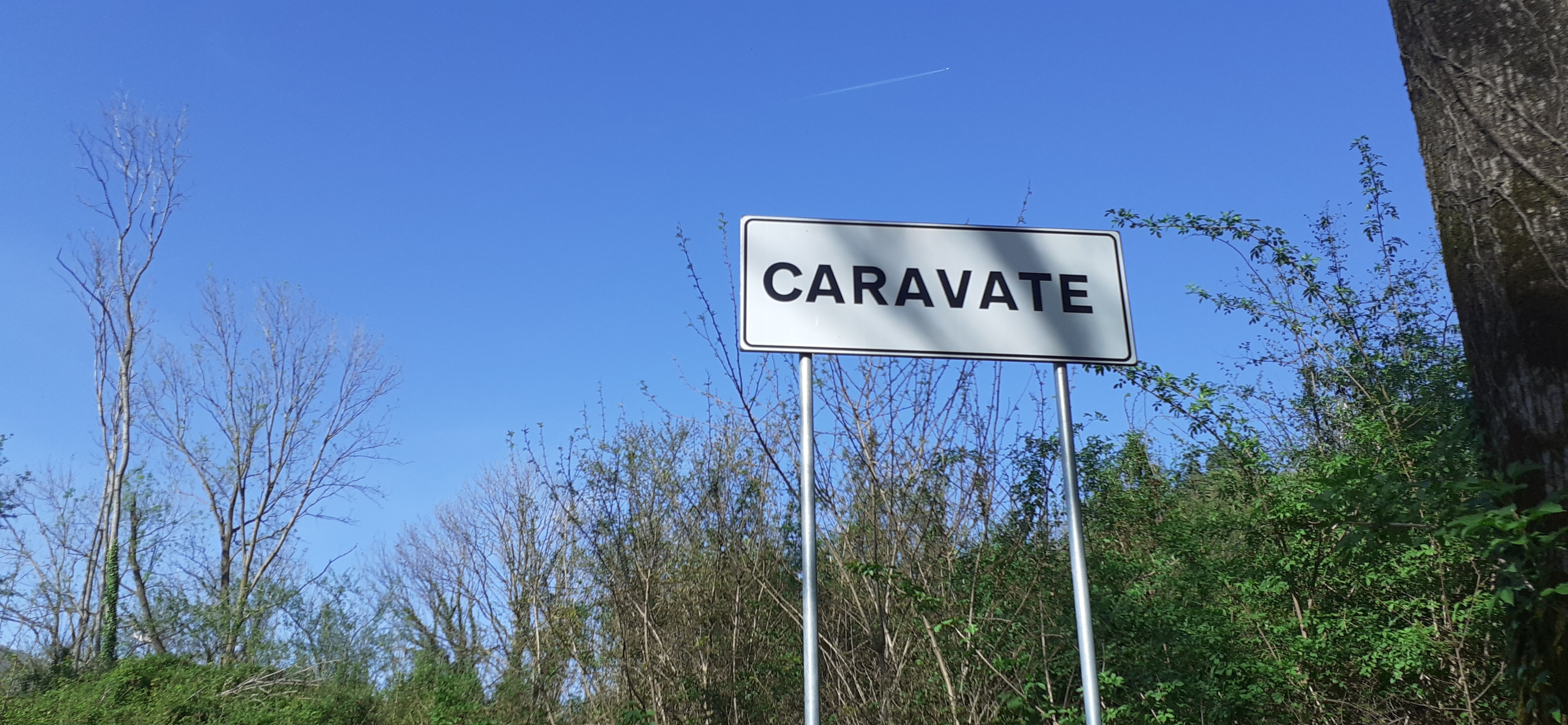
Ingresso in paese in località S. Clemente

Confina a nord-ovest con Laveno Mombello, a nord con Cittiglio, a Ovest con Sangiano, a sud-ovest con Leggiuno, a sud con Besozzo, a est con Gemonio.

## Origini del nome
Caravate deriva dal nome celtico di persona Carevus con l'aggiunta del suffisso -ate oppure dal prelatino carabus o caravos
che a sua volta deriva da karra, "pietra" (da caravum, "mucchio di pietre") .
Al nome Caravate viene anche attribuita origine preistorica, neolitica: il nome Caravate si dice provenga dall'antico Caravè ("maceratoio di canapa") . Tale ricerca fu suffragata da ritrovamenti di fossili e indizi tali da far presupporre che la zona intorno al fiume Viganella fosse in realtà una grossa palude, popolata da coltivatori di canapa aventi come abitazione palafitte.
Inoltre in una pergamena dell’anno 712 in cui sono elencati i possedimenti in Valcuvia del monastero di San Pietro in Ciel d'Oro di Pavia, sono citate diverse località tra cui quella di Calariate, corrispondente all'attuale Caravate. Calariate compare anche tra gli antichi nomi della città di Gallarate (VA) e si suppone derivi il termine latino glarea, "ghiaia", rispetto al quale mostra assordamento della consonante iniziale e epentesi di /a/ dopo /g/(*gala-rea > cala-riate).

## Storia
Le tracce del più remoto passato del paese parlano di genti celte, mentre molto più vive e conservate nel tessuto di Caravate sono quelle medioevali.
Ad inizio del XX secolo, Caravate vantava alcune presenze di attività artigianali ed agricole, contadini, muratori, come attestano alcuni mulini tuttora funzionanti, un torchio per olio, una segheria idraulica, una fornace a fuoco continuo e fabbriche di laterizi.
Aveva una discreta rinomanza anche il vino che veniva prodotto a Caravate in particolare quello dei vigneti del “Sassa” e quello ricavato dalle uve del Ronco chiamato “Pancotto”.
Il paese è oggi un centro molto operoso e dinamico, ove convivono industria ed agricoltura.

### Simboli
Lo stemma e il gonfalone sono stati concessi con DPR del 2 ottobre 1995.

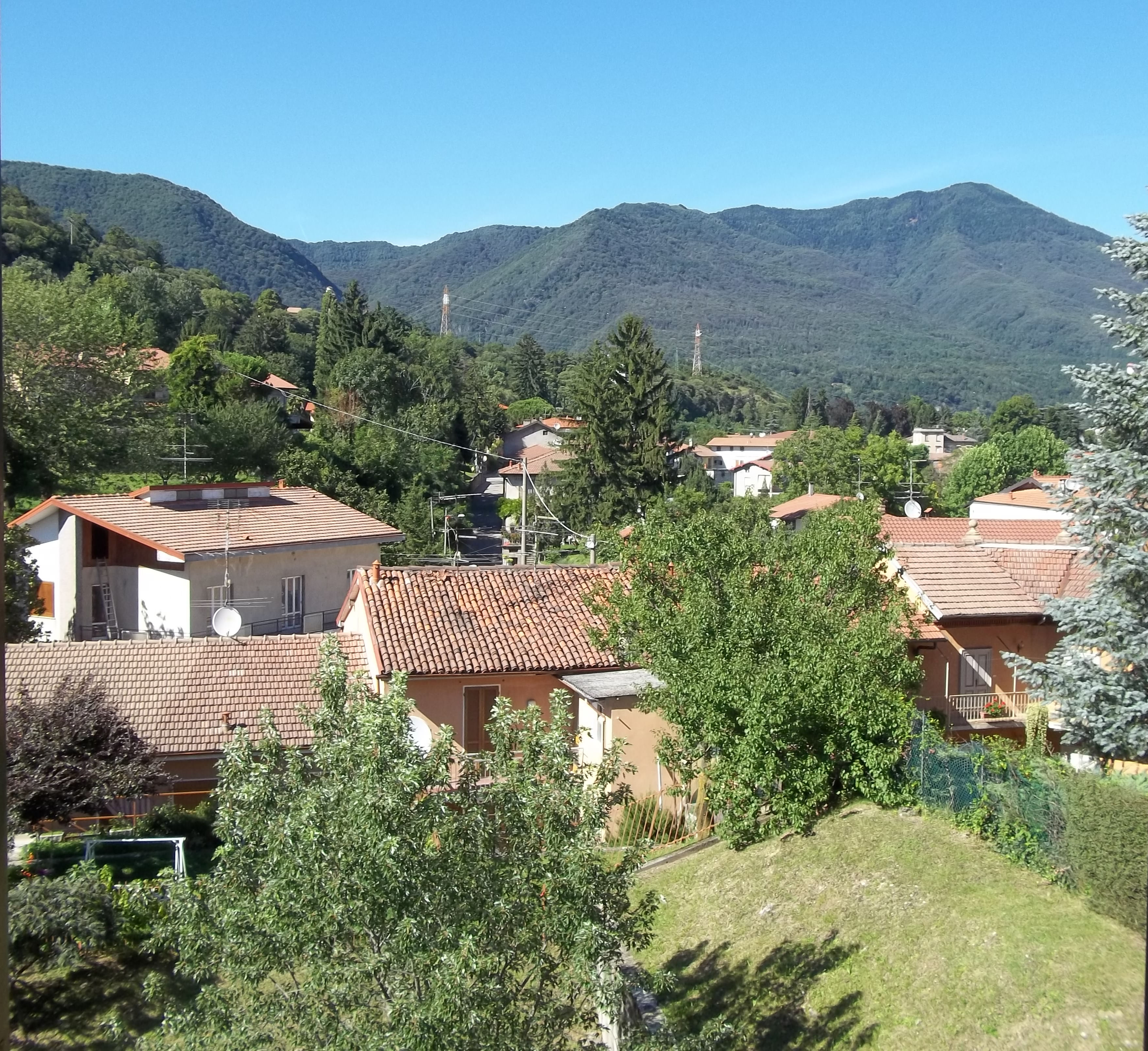
Veduta di Caravate

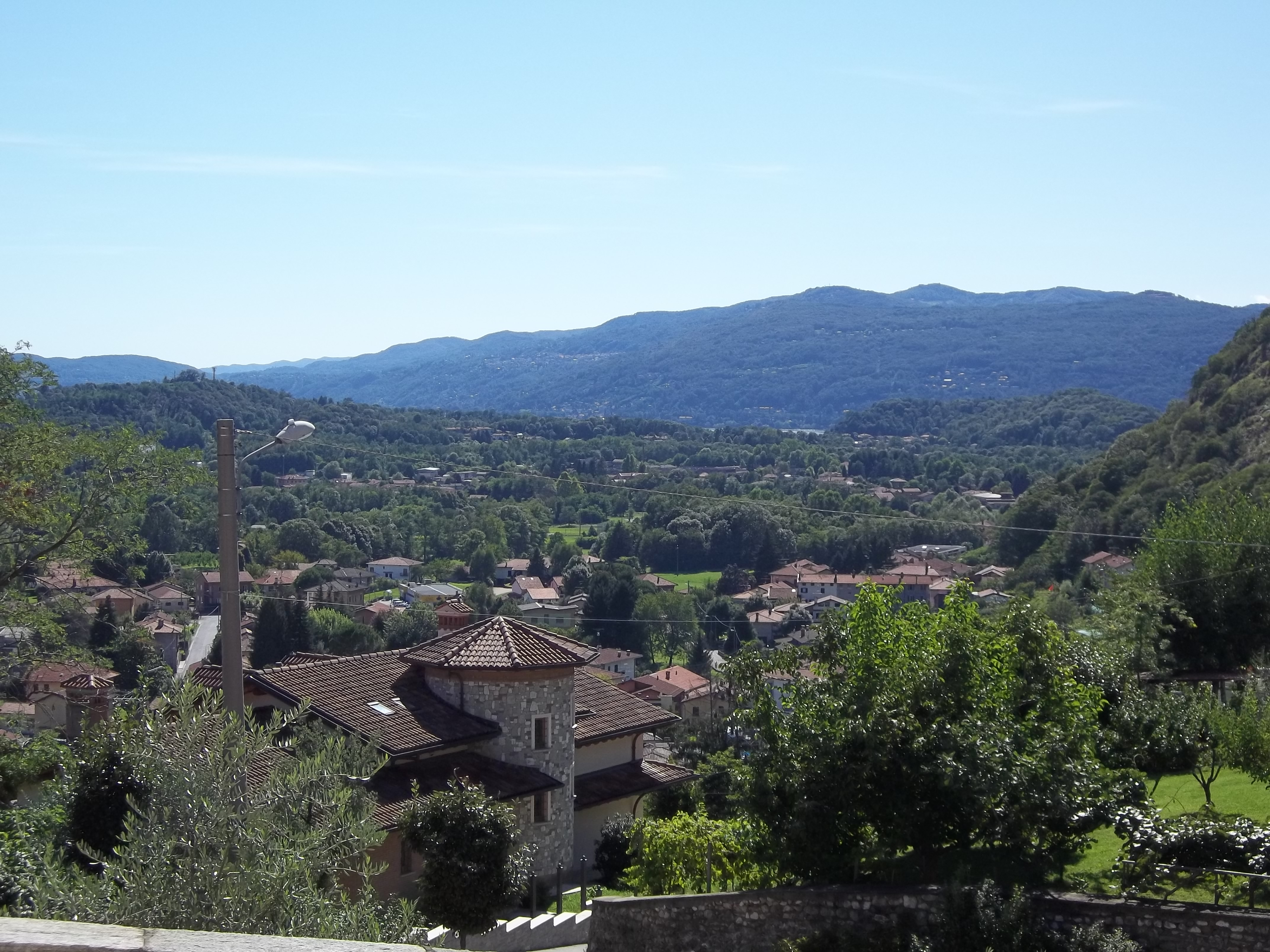
Vista dalla chiesa parrocchiale

Stemma
(Art. 2 c. 4 dello Statuto)
Gonfalone
(Art. 2 c. 4 dello Statuto)

## Monumenti e luoghi d'interesse
Caravate offre esempi di architettura sacra e tradizioni rurali (rinomata la scuderia Castelverde per cavalli da corsa).
Un paese attivo e partecipe dove sono presenti numerose associazioni sportive, socio-culturali e di solidarietà che arricchiscono il calendario di eventi e manifestazioni.

### Architetture religiose
- La vecchia chiesa di Sant'Agostino in stile romanico dell'inizio XI-XII secolo.
- La chiesa di San Clemente, del IX-X secolo posta sul colle omonimo.
- La parrocchiale dedicata ai Santi Giovanni Battista e Maurizio, edificata sopra un'alta rocca in base al disegno dell'ingegnere nob. Lorenzo Bernago, nella frazione Castello, iniziata nel 1831 e recentemente restaurata.

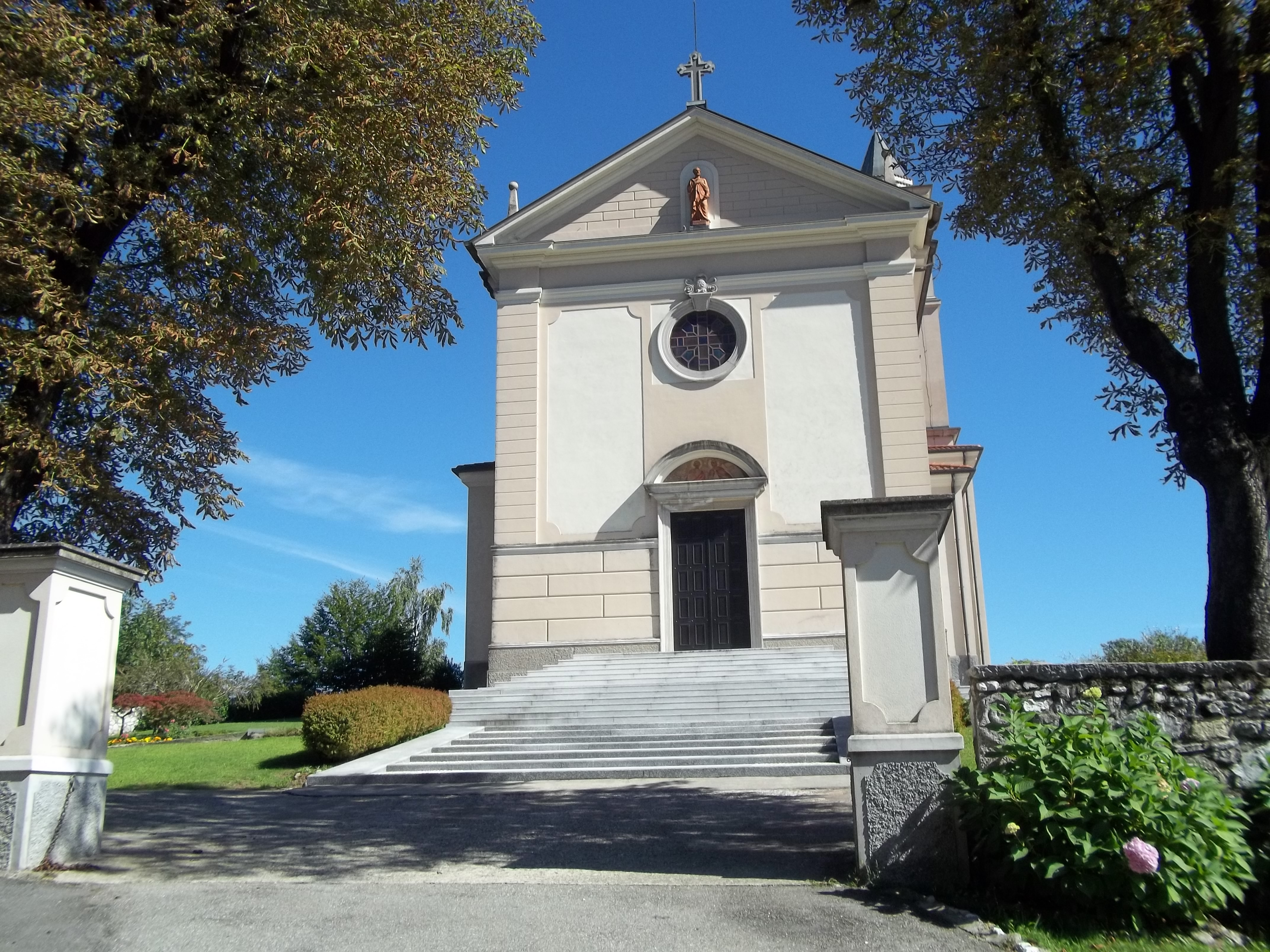
Chiesa parrocchiale SS. Giovanni Battista e Maurizio

- La chiesa di S. Maria del Sasso, le cui origini risalgono al Medioevo, in località Fornazze presso il convento dei PP. Passionisti, è stata riconosciuta "Chiesa giubilare" in occasione del Giubileo.
- La nuova chiesetta di Sant'Agostino, costruita nel 1853 nella zona centrale del paese.
- La chiesa di Santa Lucia (anni sessanta) progettata dall'architetto Luciano Baldessari espressione incantevole d'arte sacra moderna: è annessa a Villa Letizia, ex Casa di riposo per ciechi.

## Società

### Evoluzione demografica
- 336 nel 1751
- 657 nel 1805
- annessione a Gemonio nel 1809
- 1 015 nel 1853
- 2 603 nel 2011[9]
- 2 605 nel 2012[10]
- 2 590 nel 2013[11]
- 2 585 nel 2017
- 2 612 nel 2018

Abitanti censiti

## Economia

### Industria
Nel territorio comunale c'è lo stabilimento dell'azienda Colacem, produttrice di cemento, mentre l'azienda INDA, accessori per bagni, ha chiuso l'attività.

## Amministrazione
|
| Periodo | Periodo | Primo cittadino               | Partito                        | Carica  | Note |
| ------- | ------- | ----------------------------- | ------------------------------ | ------- | ---- |
| 1985    | 1990    | Carlo Agnelli                 | PSI-DC                         | Sindaco |      |
| 1990    | 1995    | Mirocle Boggio                | Indipendenti                   | Sindaco |      |
| 1995    | 1999    | Mirocle Boggio                | Indipendenti                   | Sindaco |      |
| 1999    | 2004    | Attilio Asnaghi               | Lista civica                   | Sindaco |      |
| 2004    | 2009    | Daniela Carla Luigia Mendozza | Lista civica "Vivere Caravate" | Sindaco |      |
| 2009    | 2014    | Daniela Carla Luigia Mendozza | Lista civica "Vivere Caravate" | Sindaco |      |
| 2014    | 2019    | Davide Matera                 | Lista civica "Vivere Caravate" | Sindaco |      |
| 2019    | 2024    | Nicola Tardugno               | Lista civica "Vivere Caravate" | Sindaco |      |
| 2024    |         | Nicola Tardugno               | Lista civica "Vivere Caravate" | Sindaco |      |

## Sport
- F.C. Caravate (calcio)
- Ciclistica Caravatese (ciclismo)
- Omnia sport Caravate (pallavolo e basket)